# العلاقات البوليفية اللوكسمبورغية
العلاقات البوليفية اللوكسمبورغية هي العلاقات الثنائية التي تجمع بين بوليفيا ولوكسمبورغ.

## مقارنة بين البلدين
هذه مقارنة عامة ومرجعية للدولتين:
| وجه المقارنة                                              | بوليفيا                                          | لوكسمبورغ                                                     |
| --------------------------------------------------------- | ------------------------------------------------ | ------------------------------------------------------------- |
| المساحة (كم2)                                             | 1.10 مليون                                       | 2.59 ألف                                                      |
| عدد السكان (نسمة)                                         | 11.05 مليون                                      | 599.45 ألف                                                    |
| الكثافة السكانية (ن./كم²)                                 | 10.05                                            | 231.45                                                        |
| العاصمة                                                   | سوكري، لاباز                                     | لوكسمبورغ                                                     |
| اللغة الرسمية                                             | اللغة الإسبانية، اللغة الأيمرية، كتشوا، غوارانية | اللغة اللوكسمبورغية، لغة فرنسية، اللغة الألمانية              |
| العملة                                                    | بوليفاريو بوليفي                                 | يورو، فرنك لوكسمبورغ                                          |
| الناتج المحلي الإجمالي (بليون دولار)                      | 37.51 مليار                                      | 62.40 مليار                                                   |
| الناتج المحلي الإجمالي (تعادل القوة الشرائية) بليون دولار | 74.58 مليار                                      | 58.13 مليار                                                   |
| الناتج المحلي الإجمالي الاسمي للفرد دولار أمريكي          | 3.08 ألف                                         | 101.45 ألف                                                    |
| الناتج المحلي الإجمالي للفرد دولار أمريكي                 | 6.63 ألف                                         | 101.93 ألف                                                    |
| مؤشر التنمية البشرية                                      | 0.662                                            | 0.892                                                         |
| رمز المكالمات الدولي                                      | +591                                             | +352                                                          |
| رمز الإنترنت                                              | .bo                                              | .lu                                                           |
| المنطقة الزمنية                                           | 00                                               | توقيت وسط أوروبا، ت ع م+01:00، ت ع م+02:00، أوروبا/لوكسمبورج ‏ |

## منظمات دولية مشتركة
يشترك البلدان في عضوية مجموعة من المنظمات الدولية، منها:
| علم المنظمة | اسم المنظمة                        | تاريخ انضمام بوليفيا | تاريخ انضمام لوكسمبورغ |
| ----------- | ---------------------------------- | -------------------- | ---------------------- |
|             | الاتحاد البريدي العالمي            | ?                    | ?                      |
|             | مؤسسة التنمية الدولية              | 21 يونيو 1961        | 4 يونيو 1964           |
|             | منظمة حظر الأسلحة الكيميائية       | ?                    | ?                      |
|             | منظمة التجارة العالمية             | 12 سبتمبر 1995       | ?                      |
|             | الأمم المتحدة                      | 14 نوفمبر 1945       | 24 أكتوبر 1945         |
|             | وكالة ضمان الاستثمار متعدد الأطراف | 3 أكتوبر 1991        | 29 أغسطس 1991          |
|             | منظمة الشرطة الجنائية الدولية      | ?                    | ?                      |
|             | مؤسسة التمويل الدولية              | 20 يوليو 1956        | 4 أكتوبر 1956          |
|             | الاتحاد الدولي للاتصالات           | 1 يونيو 1907         | 2 مارس 1866            |
|             | البنك الدولي للإنشاء والتعمير      | 27 ديسمبر 1945       | 27 ديسمبر 1945         |
|             | يونسكو                             | 13 نوفمبر 1946       | 27 أكتوبر 1947         |

## وصلات خارجية
- موقع وزارة الخارجية البوليفية
- موقع وزارة الخارجية اللوكسمبورغية